# Teatre Goya (Barcelona)
El Teatre Goya és una sala d'espectacles de Barcelona, ubicada a l'edifici del Centre Aragonès.

## Història
Fundat el 1914, el teatre no començà la seva activitat fins al 1916, com a sala d'actes i espectacles del Centre Aragonès de Barcelona. La sala tenia cabuda per a 1.500 butaques, amb platea, llotges a la platea i dos pisos en ferradura.
Obrí el 15 de setembre del 1916 amb La dicha ajena d'Antoni Torner. Ha acollit primeres figures de l'escena, com Margarita Xirgu, la companyia de la qual hi va actuar sovint. El 1921 s'hi va estrenar Dama Isaura (després coneguda com La dama de l'amor feréstec) de Joan Puig i Ferreter. El 20 de març del 1925 va estrenar-s'hi La cabeza del Bautista, de Ramón María del Valle-Inclán, i el 1927 s'hi va fer l'estrena absoluta de Mariana Pineda de Federico García Lorca, amb la Xirgu. També aquesta actriu va actuar a l'estrena absoluta de La corona, obra de Manuel Azaña, el 1931. En els primers anys, era molt freqüentat per companyies de Madrid, que hi representaven les novetats. També hi va actuar Carlos Gardel.
Des dels primers anys, va alternar el teatre amb projeccions cinematogràfiques. Des del 7 d'octubre del 1932 va esdevenir exclusivament sala de cinema, amb el nom de Cine Goya. El 1939 van començar-hi obres de reforma i no va tornar a obrir, com a cinema, el 1947.
El juny de 1986 va tancar com a cinema (l'última pel·lícula va ser Jaws) i l'octubre va recuperar l'activitat teatral després de ser reformat, reduint-ne la capacitat a 716 seients. Des de llavors, pel Goya han passat grans èxits de la cartellera barcelonina com els protagonitzats per Paco Morán, les germanes Gutiérrez Caba, Núria Espert, Maria Jesús Valdés, Àngels Gonyalons, Pepe Rubianes, etc.
El 2004 va tancar i va estar a punt de desaparèixer. El Grup Focus va arrendar-lo i va obrir-lo de nou el 2008, sota la direcció artística de Josep Maria Pou. Des d'aleshores té cabuda per a 520 espectadors, en una graderia inclinada i llotges laterals.